# 8874 Showashinzan
8874 Showashinzan eller 1992 UY3 är en asteroid i huvudbältet som upptäcktes den 26 oktober 1992 av de båda japanska astronomerna Kazuro Watanabe och Kin Endate vid Kitami-observatoriet. Den är uppkallad efter vulkanen Shōwa-shinzan.
Asteroiden har en diameter på ungefär 3 kilometer.